# Oiva Timonen
Oiva Timonen (ur. 26 maja 1920 w Evijärvi, zm. 31 października 1998 w Nurmo) – fiński zapaśnik walczący w stylu wolnym. Olimpijczyk z Helsinek 1952, gdzie zajął szesnaste miejsce w kategorii do 52 kg.
Wicemistrz Finlandii w 1950 i 1951, w stylu klasycznym. Pierwszy w 1950 i 1952; drugi w 1949 i 1958, w stylu wolnym roku.

## Letnie Igrzyska Olimpijskie 1952
| Konkurencja      | Rundy eliminacyjne   | Klas. końcowa |
| Konkurencja      | Przeciwnik I         | Miejsce       |
| ---------------- | -------------------- | ------------- |
| 52 kg styl wolny | Hasan Gemici (TUR) P | 16.           |